# Laurens De Bock
Pour les articles homonymes, voir Bock (homonymie).
Laurens De Bock, né le 7 novembre 1992 à Termonde en Belgique, est un footballeur belge qui évolue au poste d'arrière gauche à l'Atromitos FC.

## Carrière

### En club
Le 21 août 2018, il est prêté pour la saison au club belge KV Ostende.

### International
Le 8 novembre 2012, il est repris pour la première fois en équipe nationale belge par le sélectionneur, Marc Wilmots, pour la rencontre amicale du 14 novembre 2012 contre la Roumanie. Il ne joue cependant pas le match.
Le 5 janvier 2013, il signe un contrat de 4 ans et demi au Club Bruges pour un montant de 3,5 millions d'euros.
Il joue son premier match sous les couleurs brugeoises le 27 janvier 2013 contre La Gantoise (score final 0-0).
Le 10 novembre 2014, il est repris avec l'équipe nationale belge par Marc Wilmots, pour la rencontre amicale du 12 novembre 2014 contre l'Islande et la rencontre du 16 novembre 2014 contre le Pays de Galles.

## Statistiques
| Saison                | Club                  | Championnat           | Championnat | Championnat | Coupe(s) nationale(s) | Coupe(s) nationale(s) | Compétition(s) continentale(s) | Compétition(s) continentale(s) | Compétition(s) continentale(s) | Total | Total |
| Saison                | Club                  | Division              | M.          | B.          | M.                    | B.                    | Comp.                          | M.                             | B.                             | M.    | B.    |
| 2009-2010             | KSC Lokeren           | 1                     | 5           | 0           | 0                     | 0                     | -                              | 0                              | 0                              | 5     | 0     |
| 2010-2011             | KSC Lokeren           | 1                     | 25          | 0           | 2                     | 0                     | -                              | 0                              | 0                              | 27    | 0     |
| 2011-2012             | KSC Lokeren           | 1                     | 29          | 1           | 6                     | 0                     | -                              | 0                              | 0                              | 35    | 1     |
| 2012-2013             | KSC Lokeren           | 1                     | 21          | 0           | 2                     | 0                     | C3                             | 2                              | 0                              | 25    | 0     |
| Sous-total            | Sous-total            | Sous-total            | 80          | 1           | 10                    | 0                     | -                              | 2                              | 0                              | 92    | 1     |
| 2012-2013             | Club Bruges KV        | 1                     | 11          | 0           | 0                     | 0                     | C1+C3                          | 0+0                            | 0+0                            | 11    | 0     |
| 2013-2014             | Club Bruges KV        | 1                     | 33          | 0           | 1                     | 0                     | C3                             | 2                              | 0                              | 36    | 0     |
| 2014-2015             | Club Bruges KV        | 1                     | 23          | 0           | 3                     | 0                     | C3                             | 8                              | 1                              | 34    | 1     |
| Sous-total            | Sous-total            | Sous-total            | 67          | 0           | 4                     | 0                     | -                              | 10                             | 1                              | 81    | 1     |
| Total sur la carrière | Total sur la carrière | Total sur la carrière | 147         | 1           | 14                    | 0                     | -                              | 12                             | 1                              | 173   | 2     |

## Palmarès
- KSC Lokeren
  - Coupe de Belgique
    - Vainqueur :  2012
- Club Bruges KV
  - Coupe de Belgique
    - Vainqueur :  2015

  - Championnat de Belgique
    - Champion :  2016

  - Supercoupe de Belgique
    - Vainqueur : 2016
    - Championnat de Belgique  :
      - Vice-champion : 2017